# Cvišlerji
Cvišlerji so naselje v občini Kočevje.